# The Evil That Men Do (Iron Maiden)
The Evil That Men Do is een nummer van Iron Maiden en afkomstig van het album Seventh Son of a Seventh Son uit 1988. Het nummer werd op 1 augustus dat jaar als de tweede single van het album uitgebracht in Europa. Op 13 augustus volgden de VS, Canada, Oceanië en Japan.

## Tracklist
1. "The Evil That Men Do" (Bruce Dickinson, Steve Harris, Adrian Smith) – 4:33
2. "Prowler '88" (Harris) – 4:07
3. "Charlotte the Harlot '88" (Dave Murray) – 4:11

## Bezetting
- Bruce Dickinson - zang
- Dave Murray - gitaar
- Adrian Smith - gitaar
- Steve Harris - basgitaar
- Nicko McBrain - drums

## Hitnoteringen

### Nederlandse Top 40
De plaat kwam op 17 september 1988 binnen in de Nederlandse Top 40 op een 37e positie. Na het bereiken van de 34ste positie in de daaropvolgende week, zakte de plaat terug naar positie 40 in week 40, waarna de plaat de Nederlandse Top 40 weer verliet.

### Nationale Hitparade Top 100
De plaat kwam op 27 augustus 1988 de publieke hitlijst binnen en bereikte de 23e positie, waarna de plaat weer zakte en stond tot 22 oktober 1988 negen weken genoteerd. 